# Félix González Canto
Pour les articles homonymes, voir Félix González (homonymie), González et Canto.
Felix Arturo González Canto, né le 23 août 1968 à Cozumel, Quintana Roo, Mexique. Il est le gouverneur de l'État mexicain du Quintana Roo entre 5 avril 2005 et 5 avril 2011,.